# Evonik Oxeno
Die Evonik Oxeno GmbH wurde am 1. Januar 1998 als OXENO Olefinchemie GmbH gegründet und ist eine 100%ige Tochter der Evonik Industries AG.
Am Hauptstandort Marl produziert die Oxeno hauptsächlich 1,3-Butadien, 1-Buten, ETBE, Isononanol und den Weichmacher Diisononylphthalat (DINP). Oxeno arbeitet den C4-Schnitt (eine Mischung aus Butadien, Butenen und Butanen) aus Crackprozessen zu obigen Produkten auf und erreicht somit eine vollständige Nutzung der in diesem Schnitt vorhandenen Kohlenwasserstoffe.
Der Hauptabsatzmarkt von Oxeno ist Europa, gefolgt von Asien.
Mit einem Absatz von knapp 1,9 Millionen Tonnen pro Jahr (2005), einem Umsatz von zirka 1160 Millionen Euro und rund 490 Mitarbeitern ist OXENO der größte Chemieproduzent im Chemiepark Marl.